# 에드워드 콜스턴

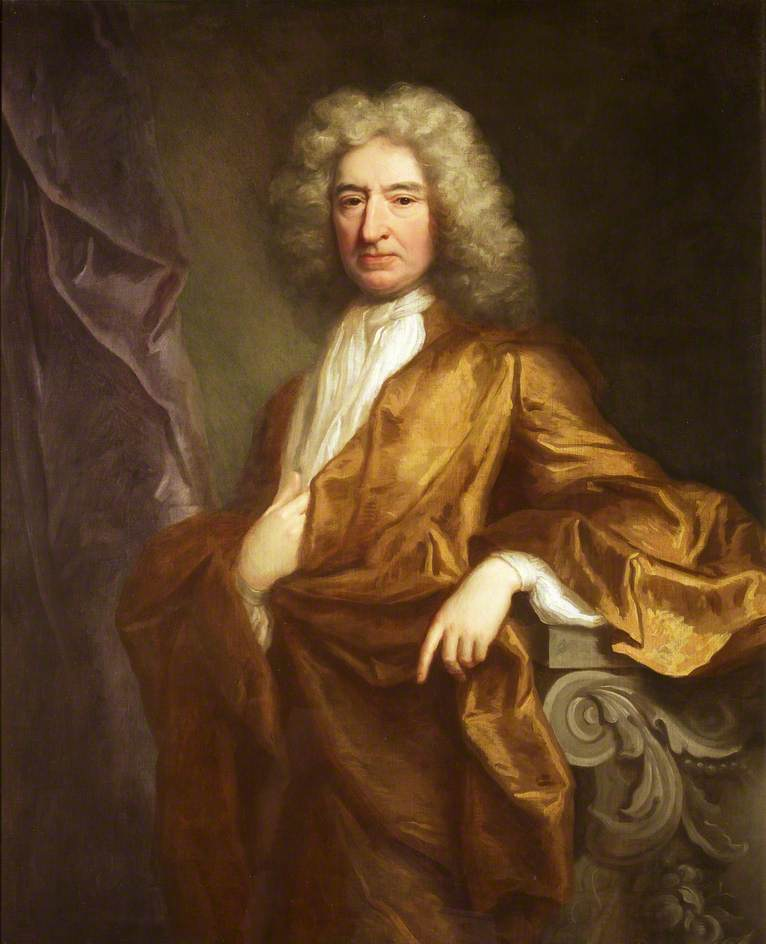
에드워드 콜스턴

에드워드 콜스턴(Edward Colston, 1636년 11월 2일~1721년 10월 11일)은 영국의 상인, 노예 상인, 자선가, 토리당 의원이었다.
콜스턴은 아버지를 따라 가업을 이어 해상 상인이 되었으며, 처음에는 주로 스페인, 포르투갈 및 기타 유럽 항구에서 와인, 과일 및 직물을 거래했다. 1680년부터 1692년까지 그는 아프리카 서해안을 따라 노예, 금, 은, 상아에 대한 영국 무역을 독점했던 로열 아프리칸 컴퍼니(Royal African Company)의 일원이었다. 1689년부터 1690년까지 회사의 부지사였다.
콜스턴은 브리스톨, 런던 및 기타 지역의 학교 및 기타 공공 기관을 지원하고 기부했다. 그의 이름은 브리스톨의 랜드마크에서 널리 기념되었으며, 1895년에 그의 동상이 세워졌다.
20세기 후반 영국 노예 무역에 대한 그의 개입에 대한 인식과 반대가 커지면서 그의 이름을 딴 랜드마크의 이름을 바꿔 달라는 항의와 청원이 있었고, 2020년 6월에 Black Lives Matter를 지지한 시위 기간 중 그의 동상이 무너져 브리스톨 항으로 밀려나면서 절정에 달했다. 도시의 콘서트 장소인 콜스턴 홀(Colston Hall)은 그의 이름을 딴 여러 장소와 함께 브리스톨 비컨(Bristol Beacon)으로 이름이 변경되었다.